# Halle Bailey
Halle Lynn Bailey (sinh ngày 27 tháng 3 năm 2000) là một nữ ca sĩ, nhạc sĩ và diễn viên người Mỹ. Cô được biết đến với tư cách là thành viên của bộ đôi Chloe x Halle cùng với chị gái của mình là Chloe Bailey, họ được đề cử cho 5 giải Grammy kể từ năm 2018. Vai diễn Skyler Forster của cô trong bộ phim sitcom truyền hình Grown-ish mang về cho cô 1 đề cử cho Nữ diễn viên phụ xuất sắc trong một bộ phim hài tại NAACP Image Awards năm 2020. Cô sẽ thể hiện vai diễn Ariel trong bộ phim người đóng Nàng tiên cá của Disney, dự kiến ra mắt vào năm 2023.

## Tiểu sử
Halle Lynn Bailey sinh ngày 27 tháng 3 năm 2000 và lớn lên ở Mableton, Georgia cùng với chị gái Chloe Bailey, sau đó cùng nhau chuyển đến Los Angeles vào giữa năm 2012. Hai chị em bắt đầu hát kể từ khi Chloe hát bài "Mary Had a Little Lamb" trong khi mẹ họ làm việc nhà. Họ cũng bắt đầu viết các bài hát của riêng mình, học chơi nhiều loại nhạc cụ thông qua việc xem những bài hướng dẫn trên YouTube. Cha của họ cũng như đồng quản lý, Doug Bailey là người "đã nuôi dạy [họ] tự làm mọi thứ", đồng thời dạy họ cách sáng tác bài hát ở độ tuổi 8 và 10.

## Sự nghiệp

### 2006–2016: Khởi đầu
Khi sinh sống tại tiểu bang Georgia, Halle đã đảm nhận những vai diễn nhỏ trong các bộ phim như Joyful Noise (2012), bắt đầu sự nghiệp diễn xuất khi mới 3 tuổi và tham gia bộ phim truyền hình Let It Shine (2012) của Disney.
Bộ đôi ra mắt kênh YouTube lần lượt ở độ tuổi 11 và 13 cùng với bản cover cho bài hát "Best Thing I Never Had" của Beyoncé. Video đầu tiên của họ được "lan truyền" là bản cover cho 1 bài hát khác của Beyoncé là "Pretty Hurts". Lần đầu tiên họ biểu diễn với tư cách là Chloe x Halle bắt đầu từ thời điểm mà họ đăng tải những bản cover cho nhiều bài hát nhạc pop trên kênh YouTube của họ. Bộ đôi ra mắt trên chương trình trò chuyện với sự xuất hiện trên The Ellen Show vào tháng 4 năm 2012.
Năm 2013, chị em nhà Bailey đã chiến thắng trong mùa 5 của Radio Disney's The Next Big Thing, sau đó họ xuất hiện với tư cách là khách mời trong loạt phim truyền hình Austin & Ally của Disney và biểu diễn bài hát "Unstoppable" vào tháng 9 năm sau.
Tháng 5 năm 2015, cả hai chị em cùng nhau đàm phán để ký kết hợp đồng với Parkwood Entertainment, trong đó có một số điều khoản trong hợp đồng được đệ trình lên Tòa án Tối cao Manhattan vì cả hai chị em khi đó đều là trẻ vị thành niên, nêu chi tiết rằng họ "[sẽ] nhận được ít nhất 60.000 USD và các khoản tạm ứng có thể đạt tổng cộng gần 1 triệu USD nếu họ thực hiện ít nhất 6 album." Parkwood Entertainment được thành lập bởi Beyoncé, sau cùng cũng ký hợp đồng 5 năm với họ vào năm 2016, trở thành "người kế tục âm nhạc thực sự đầu tiên của [cô]" theo NPR, đồng thời được xem là "thần đồng của Beyoncé".
Chị em nhà Bailey được giới thiệu cùng với Beyoncé, chị em sinh đôi Lisa-Kainde Diaz và Naomi Diaz, Amandla Stenberg và Zendaya trong đoạn clip cho Freedom từ album ảnh Beyoncé: Lemonade được công chiếu trên HBO vào tháng 4 năm 2016.

### 2016–nay: Chloe x Halle
Chloe x Halle chính thức ra mắt với mini album Sugar Symphony, sản phẩm được phát hành bởi Parkwood vào ngày 29 tháng 4 năm 2016. Bộ đôi cũng là nghệ sĩ mở màn cho chặng diễn tại châu Âu của Beyoncé trong chuyến lưu diễn Formation World Tour được tổ chức từ cuối tháng 6 đến đầu tháng 8 năm 2016.
Năm 2017, bộ đôi phát hành mixtape The Two of Us vào ngày 16 tháng 3 và nhận được sự đánh giá cao từ giới phê bình. Bản mixtape được tạp chí Rolling Stone vinh danh trong danh sách Album nhạc R&B xuất sắc nhất năm 2017. Ngày 29 tháng 12 năm 2017, bộ đôi phát hành bài hát chủ đề cho bộ phim truyền hình Grown-ish mang tên "Grown". Năm 2018, họ được chọn vào dàn diễn viên với tư cách là những thành viên cố định của bộ phim sau khi ký hợp đồng cho các vai diễn định kỳ trong mùa đầu tiên.
Cả "Grown" và "The Kids Are Alright" lần lượt là đĩa đơn chính và đĩa đơn thứ hai trong album phòng thu đầu tay The Kids Are Alright của Chloe x Halle mà họ công bố vào cuối tháng 2 năm 2018. Chloe x Halle phát hành album phòng thu đầu tay The Kids Are Alright vào ngày 23 tháng 3 năm 2018 và nhận được sự hoan nghênh từ giới phê bình. Đĩa đơn "Warrior" của họ đã xuất hiện trong nhạc phim của bộ phim Nếp gấp thời gian (2018) cũng như album đầu tay của họ.
Ngày 31 tháng 5 năm 2018, có thông báo rằng bộ đôi sẽ là nghệ sĩ mở màn cho chặng diễn tại Hoa Kỳ trong chuyến lưu diễn On the Run II Tour của Beyoncé và Jay-Z cùng với DJ Khaled. Bộ đôi sau đó được đề cử cho 2 giải Grammy vào tháng 12 năm 2018, bao gồm Nghệ sĩ mới xuất sắc nhất và Album đương đại thành thị xuất sắc nhất cho The Kids Are Alright.
Ngày 3 tháng 2 năm 2019, buổi biểu diễn "America the Beautiful" của Chloe x Halle tại Super Bowl LIII được khen ngợi bởi người cố vấn Beyoncé của họ ngoài một số báo tin tức. Một tuần sau, vào ngày 10 tháng 2 năm 2019, bộ đôi tưởng nhớ nhạc sĩ người Mỹ Donny Hathaway khi biểu diễn đĩa đơn "Where Is the Love" năm 1972 của ông tại lễ trao giải Grammy lần thứ 61.
Ngày 12 tháng 6 năm 2020, bộ đôi phát hành album thứ hai Ungodly Hour được nhiều người mong đợi và nhận sự hoan nghênh từ giới phê bình. Album ra mắt ở vị trí số 16 trên bảng xếp hạng Billboard 200 với 24.000 bản được bán ra. "Do It" cũng trở thành bài hát đầu tiên của họ trên Billboard Hot 100, ra mắt ở vị trí số 83 trên bảng xếp hạng vào ngày 27 tháng 6.
Chloe x Halle biểu diễn quốc ca của Hoa Kỳ tại trận đấu khởi động cho mùa giải NFL 2020 vào tháng 9. Bộ đôi dẫn chương trình Glamour Women of the Year Awards vào tháng 10. Tháng 11, họ được đề cử trong hạng mục Album của năm, Bài hát của năm, Video của năm và Trình diễn vũ đạo xuất sắc nhất cũng như giải Nhạc sĩ của Ashford và Simpson tại Soul Train Music Awards năm 2020. Họ cũng được đề cử trong hạng mục Album R&B xuất sắc nhất, Bài hát R&B xuất sắc nhất và Trình diễn R&B truyền thống xuất sắc nhất tại lễ trao giải Grammy lần thứ 63. Họ đã biểu diễn "Baby Girl" tại lễ trao giải Billboard Women in Music năm 2020, nơi Beyoncé trao giải Ngôi sao mới nổi.

### 2019–nay: Hoạt động solo
Ngày 3 tháng 7 năm 2019, hãng phim Disney thông báo rằng Halle đã được chọn vào vai công chúa Ariel trong bộ phim người đóng Nàng tiên cá do Rob Marshall đạo diễn, đánh dấu lần đầu tiên Disney tuyển chọn diễn viên da màu vào vai một nhân vật mà theo truyền thống là công chúa da trắng trong một phiên bản làm lại. Cô cũng sẽ thu âm và thể hiện nhạc phim cho bộ phim. Việc Halle đảm nhận vai Ariel đã gây ra một số tranh cãi nhỏ, một số người cho rằng việc tuyển chọn một người Mỹ gốc Phi vào vai Ariel là không đúng với nhân vật gốc. Các trang Facebook và Instagram dành riêng cho việc "bênh vực Ariel" bắt đầu xuất hiện vào khoảng thời gian này và thường xuyên chia sẻ các lập luận phân biệt chủng tộc trong việc tuyển chọn Halle cũng như những hình ảnh rập khuôn về phụ nữ da đen trong vai nàng tiên cá. Hãng phim Disney đã phản hồi bằng một bức thư ngỏ nhằm bảo vệ việc tuyển chọn diễn viên của họ. Nữ diễn viên lồng tiếng cho Ariel trong phiên bản gốc là Jodi Benson cũng lên tiếng bảo vệ việc tuyển chọn Halle rằng "điều quan trọng nhất chính là cốt truyện" và cho biết "tinh thần của một nhân vật mới là điều thực sự quan trọng".
Ngày 1 tháng 10 năm 2021, Halle lần đầu tiên thực hiện buổi biểu diễn solo của mình, cô đã thể hiện bản nhạc kinh điển "Can You Feel the Love Tonight" của Disney trong sự kiện truyền hình The Most Magical Story on Earth: 50 Years of Walt Disney World được tổ chức nhân dịp kỷ niệm 50 năm thành lập Disney World.

## Phong cách nghệ thuật

### Ảnh hưởng
Nguồn cảm hứng âm nhạc của Halle đến từ nhạc jazz và cô thường nghe những bài hát của Billie Holiday từ khi còn nhỏ. Cô cho rằng nữ ca sĩ là một trong những người có ảnh hưởng lớn đến giọng hát của cô. Ngoài ca hát, cô còn có thể chơi đàn guitar.

## Đời tư
Các thú vui tiêu khiển của cô bao gồm bơi lội, chạy và đi xe đạp, cũng như làm bông tai đính cườm và vòng cổ mà cô bắt đầu bán trên Etsy vào tháng 4 năm 2021. Tháng 5 năm sau, cô nhận nuôi một con mèo tên là Poseidon. Cô hiện đang sống ở Bắc Hollywood, Los Angeles cùng với chị gái của mình.

## Danh sách đĩa nhạc

### Chloe x Halle
Album phòng thu
- The Kids Are Alright (2018)
- Ungodly Hour (2020)

## Danh sách phim

### Phim điện ảnh
| Năm  | Tên                                      | Vai                  | Ghi chú                           | Nguồn         |
| ---- | ---------------------------------------- | -------------------- | --------------------------------- | ------------- |
| 2006 | Last Holiday                             | Tina                 |                                   | [ 53 ]        |
| 2012 | Let It Shine                             | Thành viên hợp xướng |                                   | [ 10 ]        |
| 2016 | Beyoncé: Lemonade                        | Khách mời            | Phân đoạn: Giới thiệu "All Night" | [ 54 ]        |
| 2018 | The Kids Are Alright                     | Bản thân             | Phim ngắn                         | [ 55 ]        |
| 2021 | Why The Sun And The Moon Live In The Sky | Sun                  | Phim ngắn                         | [ 56 ]        |
| 2021 | Halle Bailey presented by Fendi          | Bản thân             | Phim ngắn                         | [ 57 ]        |
| 2023 | Nàng tiên cá                             | Công chúa Ariel      | Sản xuất trước                    | [ 58 ] [ 59 ] |
| 2023 | The Color Purple                         | Nettie               | Sản xuất trước                    | [ 60 ]        |

### Phim truyền hình
| Năm      | Tên                                                            | Vai                  | Ghi chú                                                              | Nguồn  |
| -------- | -------------------------------------------------------------- | -------------------- | -------------------------------------------------------------------- | ------ |
| 2007     | Tyler Perry's House of Payne                                   | Tiffany              | Tập: "Why Can't We Be Friends"                                       | [ 61 ] |
| 2012     | The Ellen Show                                                 | Bản thân             | Tập: "April 9, 2012"                                                 | [ 14 ] |
| 2013     | Austin & Ally                                                  | Bản thân             | Tập: "Moon Week & Mentors"                                           | [ 16 ] |
| 2018     | Wild 'n Out                                                    | Bản thân             | Tập: "Chloe x Halle"                                                 | [ 62 ] |
| 2018–nay | Grown-ish                                                      | Skylar "Sky" Forster | Vai chính                                                            | [ 63 ] |
| 2020     | The Disney Family Singalong: Volume II                         | Bản thân             | Phim truyền hình đặc biệt                                            | [ 64 ] |
| 2020     | The Kelly Clarkson Show                                        | Bản thân             | Tập: "July 9, 2020"                                                  | [ 65 ] |
| 2020     | The Disney Holiday Singalong                                   | Bản thân             | Phim truyền hình đặc biệt                                            | [ 66 ] |
| 2021     | The Most Magical Story on Earth: 50 Years of Walt Disney World | Bản thân             | Phim truyền hình đặc biệt; biểu diễn "Can You Feel the Love Tonight" | [ 67 ] |

## Giải thưởng và đề cử
| Năm  | Giải thưởng        | Hạng mục                                        | Đề cử     | Kết quả | Nguồn  |
| ---- | ------------------ | ----------------------------------------------- | --------- | ------- | ------ |
| 2020 | NAACP Image Awards | Nữ diễn viên phụ xuất sắc trong một bộ phim hài | Grown-ish | Đề cử   | [ 68 ] |
| 2021 | Grammy Awards      | Bài hát R&B xuất sắc nhất                       | "Do It"   | Đề cử   | [ 69 ] |